# Alepocephalus bicolor
Alepocephalus bicolor är en fiskart som beskrevs av Alcock, 1891. Alepocephalus bicolor ingår i släktet Alepocephalus och familjen Alepocephalidae. Inga underarter finns listade i Catalogue of Life.